# Borna Gojo
Borna Gojo, né le 27 février 1998 à Split, est un joueur de tennis croate, professionnel depuis 2016.

## Carrière
Entre 2017 et 2019, Borna Gojo joue deux saisons pour l'université de Wake Forest à Winston-Salem et atteint la finale du championnat NCAA en simple en 2018.
En 2018, il reçoit une wild-card pour l'ATP 250 de Winston-Salem mais s'incline dès le premier tour face à Ryan Harrison. Il enchaîne avec sa première demi-finale en Challenger à Calgary, perdant face à son compatriote Ivo Karlović (7-6, 7-6).
En 2019, il atteint deux demi-finales Challenger à Granby et à Liuzhou. Ces performances lui permettent de se faire repérer par Franko Škugor, le capitaine de l'équipe de Croatie de Coupe Davis. Afin de pallier le forfait de Marin Čilić, blessé au genou, il est sélectionné pour la phase finale en tant que second joueur de simple. Il dispute deux matchs à enjeu face à Andrey Rublev et Rafael Nadal (alors 1er mondial), tous deux conclus par une défaite en deux sets, malgré une solide défense face à Nadal.
En 2020, il est sélectionné une seconde fois en Coupe Davis, cette fois-ci pour les qualifications. Il signe sa première victoire dans la compétition face à l'Indien Prajnesh Gunneswaran, contribuant ainsi à la qualification de son équipe pour la phase finale. Sur le circuit Challenger, il est demi-finaliste à Split et à Istanbul.
En 2021, il est de nouveau sélectionné lors de la phase finale de Coupe Davis 2020-2021, qui se déroulera sur deux ans en raison de la pandémie du covid-19, il crée la surprise en battant l'Australien Alexei Popyrin (61e mondial) (7-65, 7-5) en phase de poules puis l'Italien Lorenzo Sonego (27e) (7-62, 2-6, 6-2) en quart de finale et le Serbe Dušan Lajović (33e) (4-6, 6-3, 6-2) en demi-finale. Il contribue ainsi largement à l'accession de son équipe en finale de la compétition. En finale, il s'incline contre Andrey Rublev (6-4, 7-65) permettant ainsi à la Russie de remporter la compétition.
En 2022, il se qualifie pour sa première finale en Challenger à Bangalore face au Taïwanais Tseng Chun-hsin, mais s'incline (6-4, 7-5). En juin, il se qualifie pour son premier tableaux finale en Grand Chelem à Roland-Garros. Après avoir éliminé Alessandro Giannessi au premier tour (6-4, 6-7, 6-7, 7-6, 6-4). Il est battu au second tour par Filip Krajinović (7-6, 6-2, 5-7, 6-1). En octobre, il remporte son premier tournoi Challenger à Ortisei face à Lukas Klein (7-6, 6-3).
En 2023, Il réalise un bon début de saison avec deux finales en Challenger : la première perdue face au Portugais Nuno Borges (4-6, 6-7) à Monterrey et la seconde face à l'Italien Matteo Arnaldi, sur le même score, à Murcie. En juillet il obtient une wild card pour Wimbledon, mais échoue dès le premier tour face à l'Allemand Maximilian Marterer (7-5, 68-7, 6-3, 6-4). En août, Il participe pour la première fois à l'US Open et s'impose sans perdre un set contre le Bolivien Hugo Dellien (6-3, 6-3, 6-1), le local Mackenzie McDonald (6-3, 6-4, 6-4) et le revenant qualifié Jiří Veselý (6-4, 6-3, 6-2) pour disputer le premier huitième de finale de sa carrière à New York. Confronté à la légende Serbe Novak Djokovic, vainqueur des deux premiers Grand Chelem de l'année et numéro deux mondial, il s'incline logiquement (2-6, 5-7, 4-6).

## Parcours dans les tournois duGrand Chelem

### En simple
| Année | Open d'Australie | Open d'Australie | Internationaux de France | Internationaux de France | Wimbledon       | Wimbledon           | US Open       | US Open        |
| ----- | ---------------- | ---------------- | ------------------------ | ------------------------ | --------------- | ------------------- | ------------- | -------------- |
| 2022  | —                | —                | 2e tour (1/32)           | Filip Krajinović         | —               | —                   | —             | —              |
| 2023  | —                | —                | —                        | —                        | 1er tour (1/64) | Maximilian Marterer | 1/8 de finale | Novak Djokovic |

N.B. : à droite du résultat se trouve le nom de l'ultime adversaire.

## Parcours dans lesMasters 1000
| Année | Indian Wells        | Miami | Monte-Carlo | Madrid               | Rome | Canada | Cincinnati | Shanghai | Paris |
| ----- | ------------------- | ----- | ----------- | -------------------- | ---- | ------ | ---------- | -------- | ----- |
| 2023  | 1er tour R. Gasquet | —     | —           | 1er tour T. Monteiro | —    | —      | —          | —        | —     |
|       |                     |       |             |                      |      |        |            |          |       |
| 2025  | —                   | —     | —           | 1er tour G. Monfils  |      |        |            |          |       |

N.B. : sous le résultat se trouve le nom de l’ultime adversaire.

## Parcours enCoupe Davis
| #                                               | Date       | Lieu   | Surface    | Gagnant(s)    | Perdant(s)           | Score         |          |
|                                                 |            |        |            |               |                      |               |          |
| 2019 - Phase de poules - Croatie - Russie       |            |        |            |               |                      |               |          |
| 1                                               | 18/11/2019 | Madrid | Dur (int.) | Andrey Rublev | Borna Gojo           | 6-3, 6-3      | Parcours |
| 2019 - Phase de poules - Croatie - Espagne      |            |        |            |               |                      |               |          |
| 2                                               | 20/11/2019 | Madrid | Dur (int.) | Rafael Nadal  | Borna Gojo           | 6-4, 6-3      | Parcours |
| 2020 - Phase de qualifications - Croatie - Inde |            |        |            |               |                      |               |          |
| 3                                               | 07/03/2020 | Zagreb | Dur (int.) | Borna Gojo    | Prajnesh Gunneswaran | 3-6, 6-4, 6-2 | Parcours |

## Classements ATP en fin de saison
| Année          | 2016 | 2017 | 2018 | 2019 | 2020 | 2021 | 2022 | 2023 |
| Rang en simple | 830  | 600  | 465  | 279  | 221  | 276  | 145  | 72   |
| Rang en double | 686  | 1053 | –    | –    | 960  | 449  | 1269 | –    |

Source : (en) Classements de Borna Gojo sur le site officiel de la Fédération internationale de tennis